# Krasninskij rajon (Oblast' di Lipeck)
Il Krasninskij rajon (in russo Краснинский район?) è un rajon dell'Oblast' di Lipeck, nella Russia europea; il capoluogo è Krasnoe. Istituito nella forma attuale l'11 gennaio 1965, ricopre una superficie di 980 chilometri quadrati.